# Love Is (musikalbum)
Love Is är ett musikalbum med Eric Burdon and The Animals, utgivet 1968 i Storbritannien och USA av skivbolaget MGM Records. Love Is är det tredje studioalbumet bandet utgav i USA 1968. Albumet lanserades som en dubbel-LP.

## Låtlista
LP 1, sida 1
1. "River Deep, Mountain High" (Phil Spector/Jeff Barry/Ellie Greenwich) – 7:23
2. "I'm an Animal" (Sylvester Stewart) – 5:34
3. "I'm Dying (Or Am I?)" (Eric Burdon) – 4:28

LP 1, sida 2
1. "Ring of Fire" (June Carter/Merle Kilgore) – 4:58
2. "Colored Rain" (Steve Winwood/Jim Capaldi/Chris Wood) – 9:38

LP 2, sida 1
1. "To Love Somebody" (Barry Gibb/Robin Gibb) – 6:55
2. "As the Years Go Passing By" (Deadric Malone) – 10:13

LP 2, sida 2
1. "Gemini" (Steve Hammond) / "Madman Running Through the Fields" (Zoot Money/Andy Summers) – 17:23

## Medverkande
Musiker
- Eric Burdon — sång
- Zoot Money — basgitarr, organ, piano, sång, bakgrundssång
- Andy Summers — gitarr, bakgrundssång
- John Weider — gitarr, violin, bakgrundssång
- Barry Jenkins — trummor, percussion, bakgrundssång
- Robert Wyatt – bakgrundssång (på "River Deep, Mountain High")
- Okänd kvinnlig sångare (på "To Love Somebody")

Produktion
- The Animals – musikproducent
- Brian Ingoldsby – ljudtekniker
- Andy Summers – ljudmix
- Rainstory Prod. – omslagsdesign
- Mitchell Brisker – omslagskonst
- Michael O'Bryant – omslagsdesign, foto
- George Bartlett – foto